# Rue Saint-Paul (Paris)
Pour les articles homonymes, voir Rue Saint-Paul.
La rue Saint-Paul est située dans le 4e arrondissement de Paris. Elle fait frontière entre le quartier administratif Saint-Gervais (qui inclut le vieux quartier Saint-Paul) et le quartier de l'Arsenal.

## Situation et accès
La rue Saint-Paul est une voie ancienne, globalement orientée sud-nord, qui relie le quai des Célestins à la rue Saint-Antoine. Quasi rectiligne, elle mesure environ 300 m de long pour une largeur moyenne d'une quinzaine de mètres.
Son côté ouest, entre les rues de l'Ave-Maria et Charlemagne, longe le Village Saint-Paul, ensemble de cours intérieures reliées par des ruelles, accessible par quatre entrées sous porches.
Également côté ouest, le passage Saint-Paul permet d'accéder à l'église Saint-Paul-Saint-Louis par une porte latérale et un peu au-delà, la rue Éginhard est une courte rue étroite en forme de coude qui rejoint la rue Charlemagne.

## Origine du nom
Elle porte ce nom car l'ancienne église Saint-Paul-des-Champs était située dans cette voie, aux nos 30 et 32 actuels
.

## Historique
Cette rue existe sous ce même nom au moins depuis 1350. Elle est citée sous le nom de « rue Saint-Paul » dans un manuscrit de 1636 ou le procès-verbal de visite de 1636 indique qu'elle est « trouvée orde, salle et pleine de boues et immundices ».
C'était autrefois une rue très à la mode, habitée par les seigneurs et les prélats et bordée de somptueux hôtels, faisant partie d'une paroisse royale et voisine de cette vaste résidence de Saint-Paul que Charles Y affectionnait et appelait: « Ung hostel solennel et de granz esbatemens »; rendez-vous des princes, des rois, des empereurs de passage à Paris.

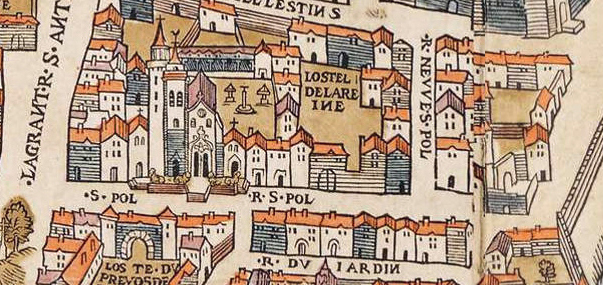
La rue Saint-Paul, avec l'ancienne église Saint-Paul, sur le plan de Truschet et Hoyau (1550).
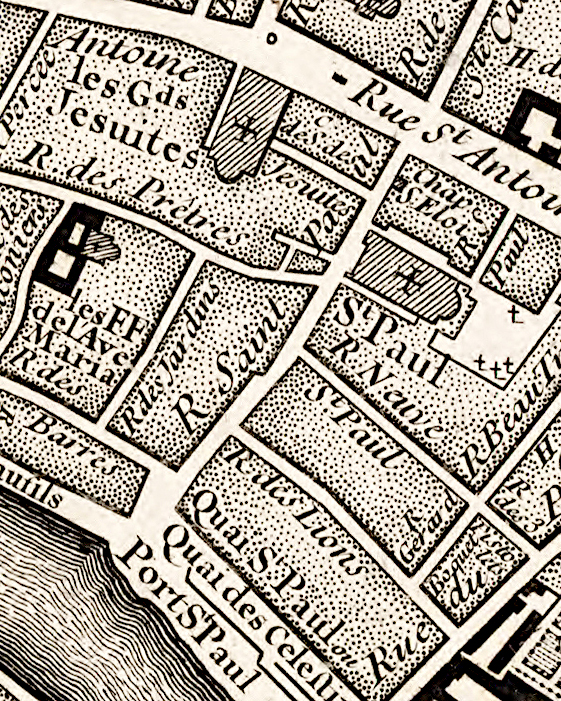
La rue en 1730 (plan de Roussel).

Le 12 avril 1918, durant la première Guerre mondiale, les nos 25 et 25 rue Saint-Paul sont touchés lors d'un raid effectué par des avions allemands.
La rue étant en limite de  l'îlot insalubre n° 16, les immeubles des numéros impairs du 7 au 29 (de la rue Charlemagne à la rue de l'Ave Maria à l'exception de l'immeuble à l'angle de cette rue qui est reconstruit) sont rénovés de 1970 à 1981 lors  de la création du Village Saint-Paul avec préservation des façades historiques.

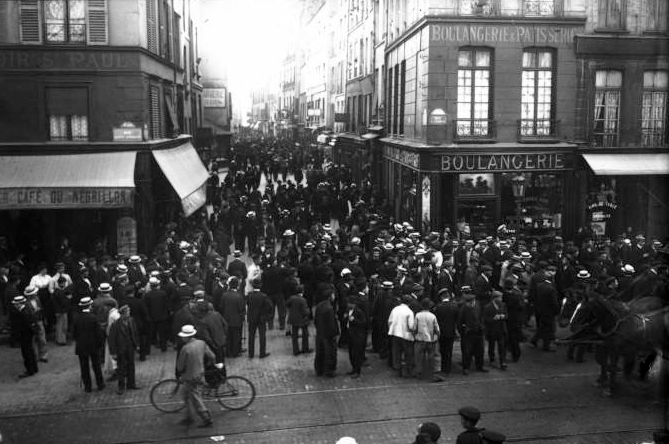
Grêve des postiers en 1909.
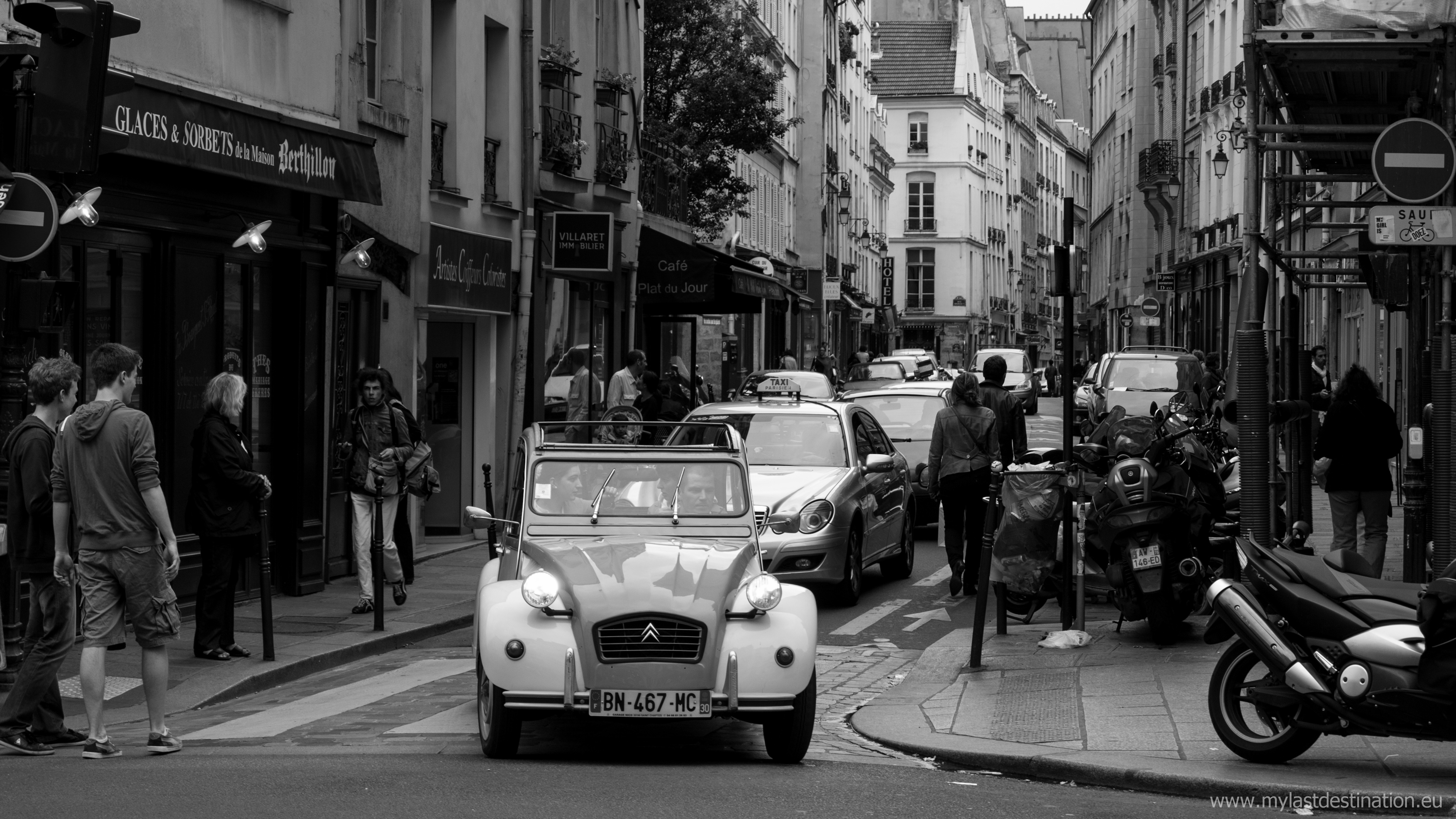
La rue vue depuis la rue Saint-Antoine en 2013.

## Bâtiments remarquables et lieux de mémoire
- Au débouché sur la Seine : emplacement de l'ancien port Saint-Paul.
- Nos 2 à 6 : emplacement de l'ancien hôtel de la Vieuville détruit en 1927 ; cet hôtel occupait le coin droit de la rue Saint-Paul, à l'angle du quai des Célestins. Aujourd'hui, cet emplacement est occupé par une caserne de pompiers.

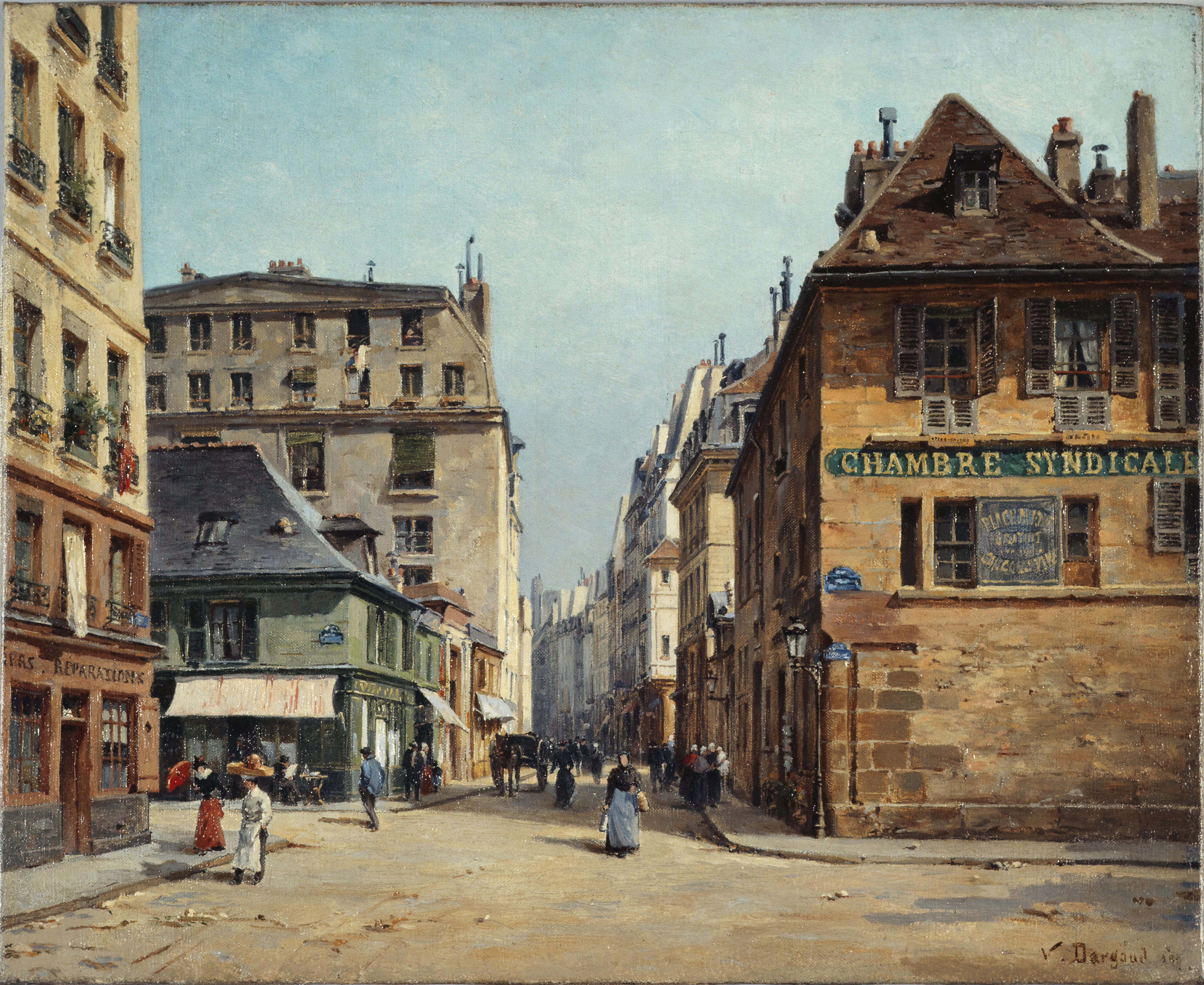
La rue Saint-Paul (Paul-Joseph-Victor Dargaud, 1892 - Musée Carnavalet) ; à droite l'hôtel de la Vieuville.
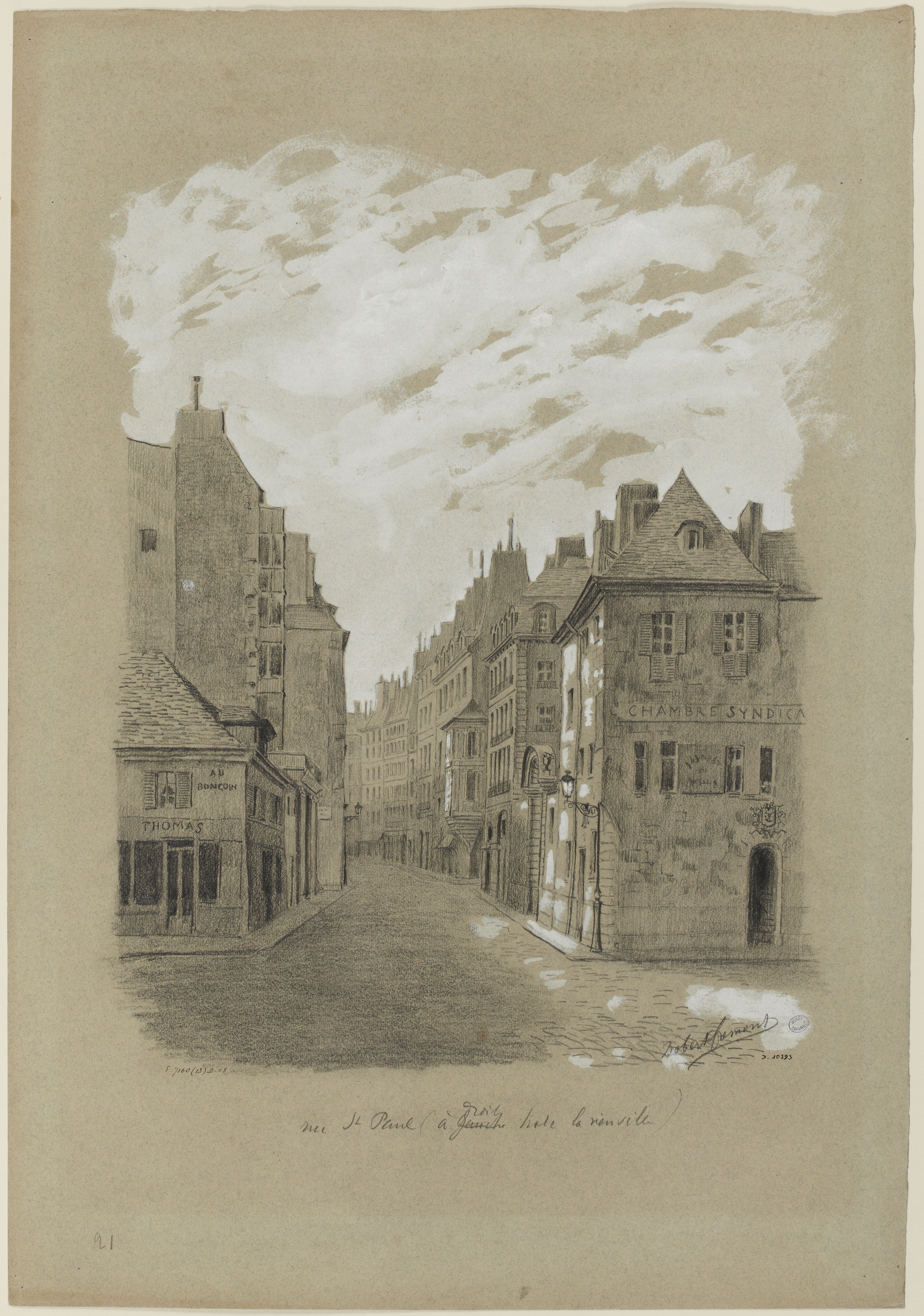
Rue St Paul, à droite l'hôtel de la Vieuville (Robert Frémont, vers 1895-1905).

- Nos 8 : emplacement de l'ancien hôtel des Lions nommé ainsi en raison de la proximité de la ménagerie de l'hôtel Saint-Pol. La tourelle à l'angle de la rue des Lions-Saint-Paul date de la fin du XVIe siècle.
- No 9 : maison du XVIIIe siècle dans laquelle vécut, de 1766 à 1771, le peintre Hubert Robert[2].
- Nos 11 : musée de la Magie.
- Nos 30 et 32 : emplacement de l'ancienne église Saint-Paul-des-Champs.

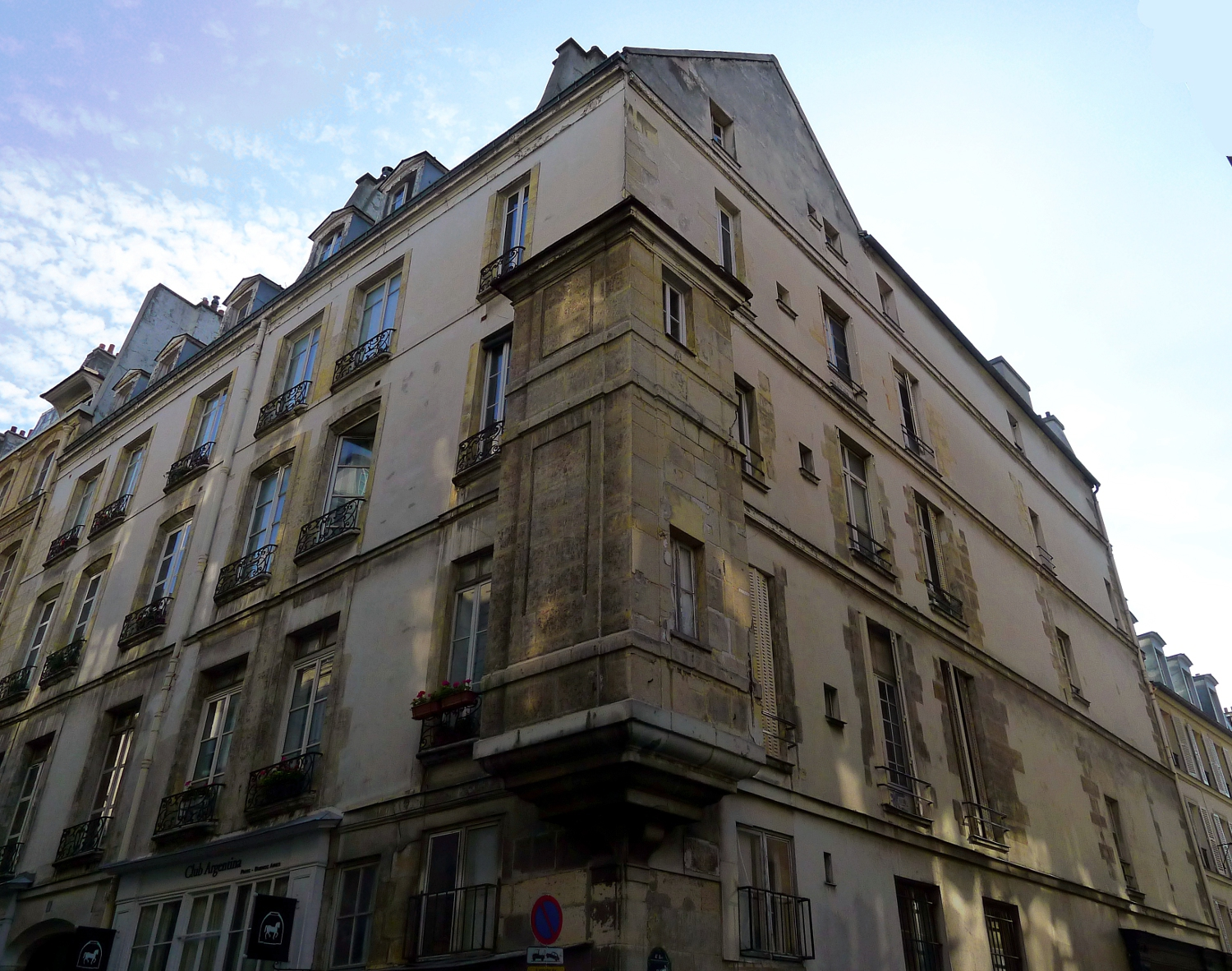
Immeuble du no 8, tourelle d'angle (inscrite aux monuments historiques).
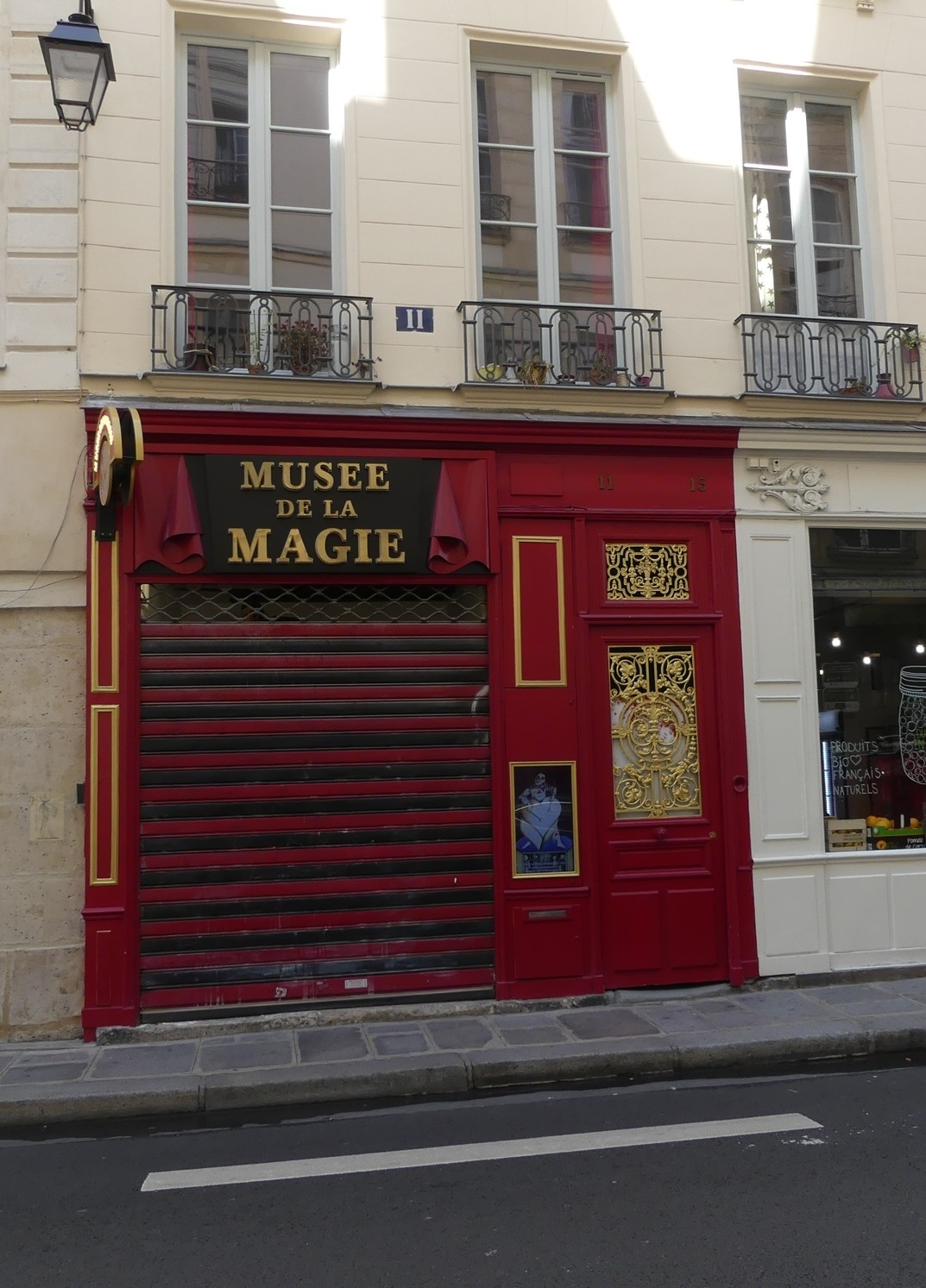
Musée de la Magie au no 11.
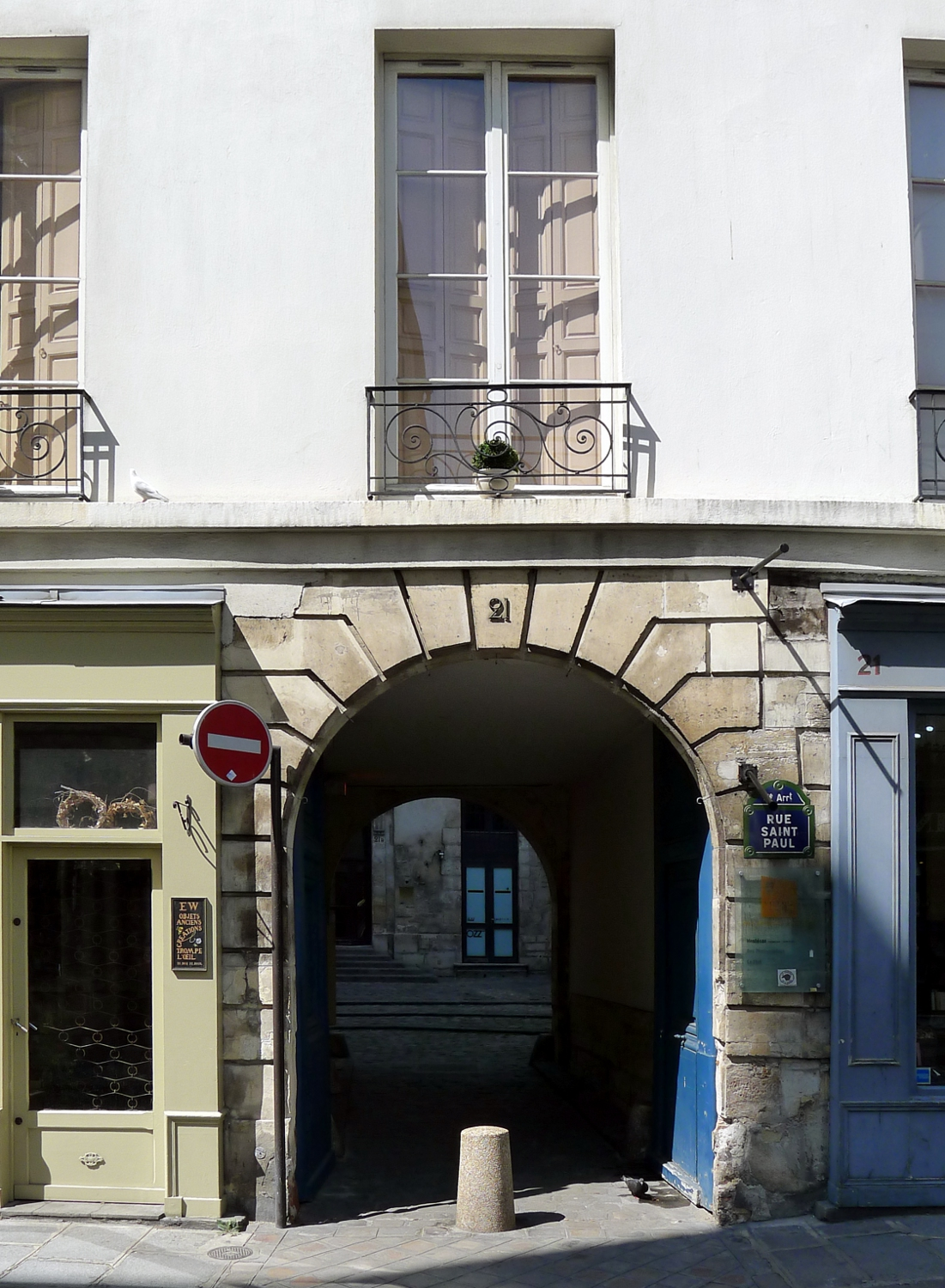
No 21 : une des entrées vers le village Saint-Paul.
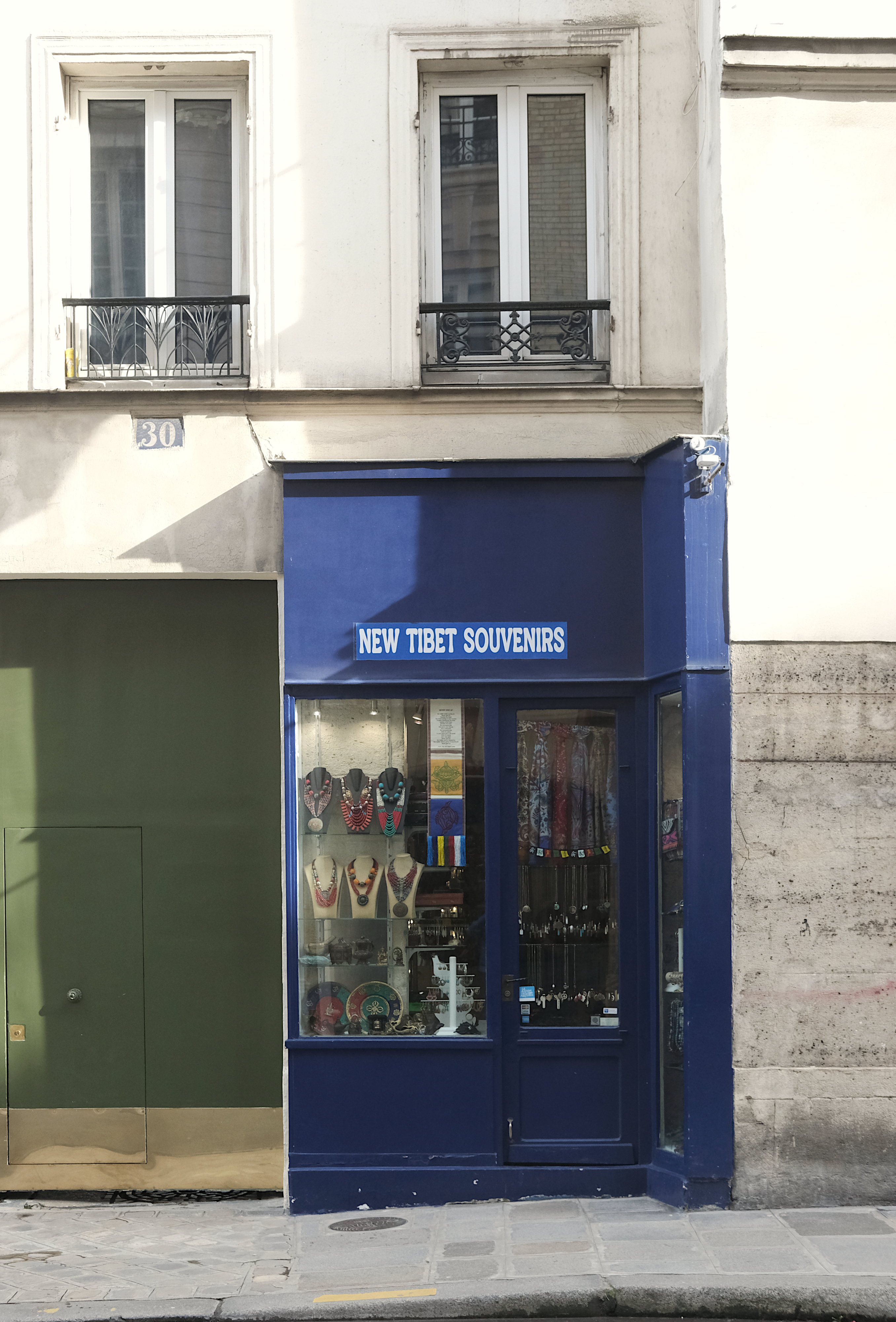
Immeuble du no 30.
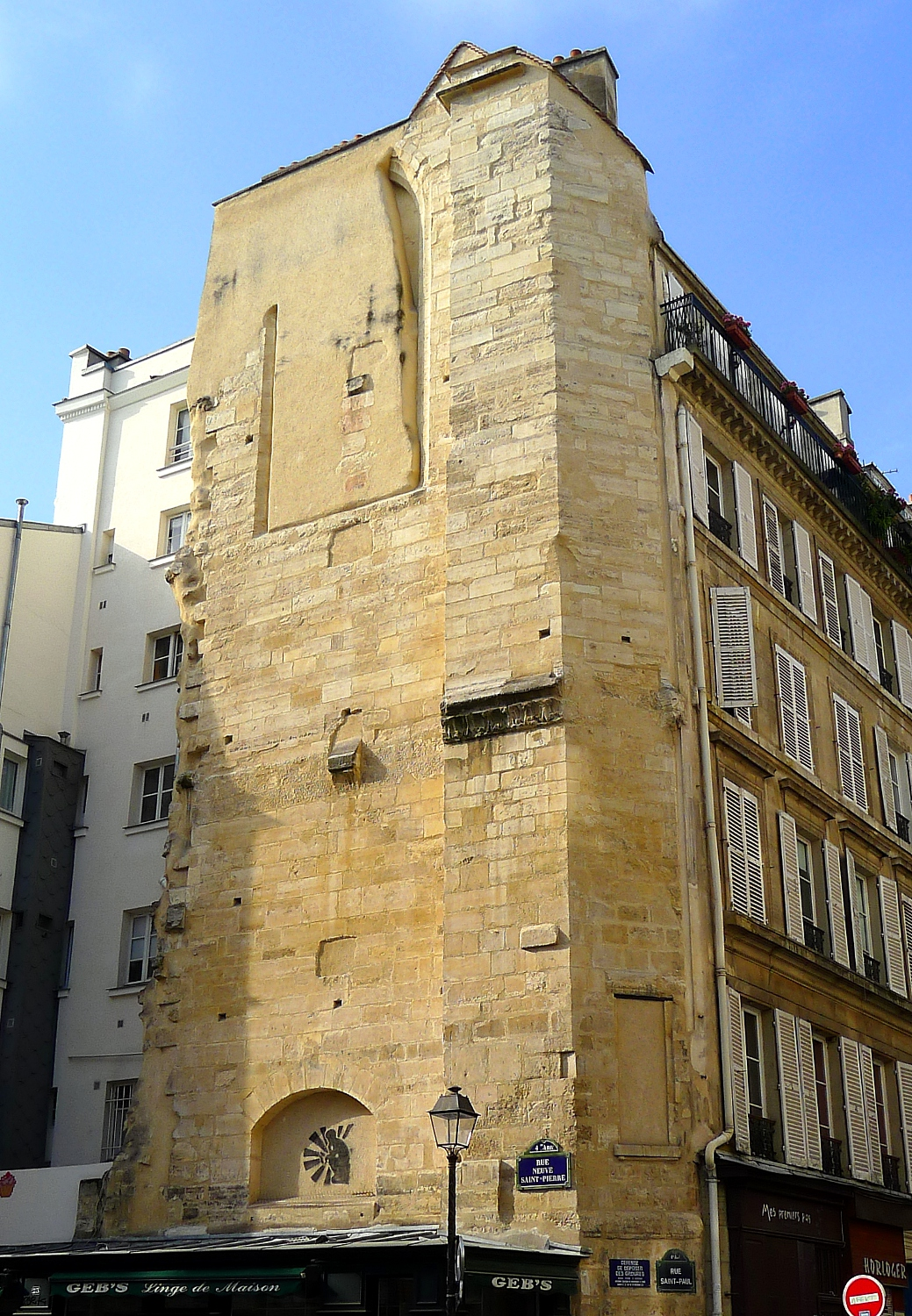
Immeuble du no 32, vestiges de l'église Saint-Paul-des-Champs.

- No 35 : immeuble construit en 1784 sur un terrain ayant appartenu aux religieuses Sainte-Anastase[3].
- Nos 36-38 : emplacement de la « grange Saint-Éloi » dont la prison Saint-Éloi faisait partie[4],[5].
  - No 36 : la voute est l’entrée du passage qui séparait l’église Saint-Paul-des-Champs de la prison[6].
  - No 38: les arcades rappellent celles de l’entrée de l’ancien « cinéma Saint-Paul », détruit vers 1960[7].
- No 43 : emplacement de l'atelier du photographe Ferdinand Carlier (1829-1893), actif en 1869, dont une autre entrée donnait au 5, passage Saint-Paul, à l'époque « passage Saint-Louis[8] ». Carlier était membre de la Société française de photographie (1859) et photographe de l'École des beaux-arts de Paris (1860)[9]. Le débouché du passage Saint-Paul était l'un des accès à l'hôtel de Rochepot ou de Damville[10].

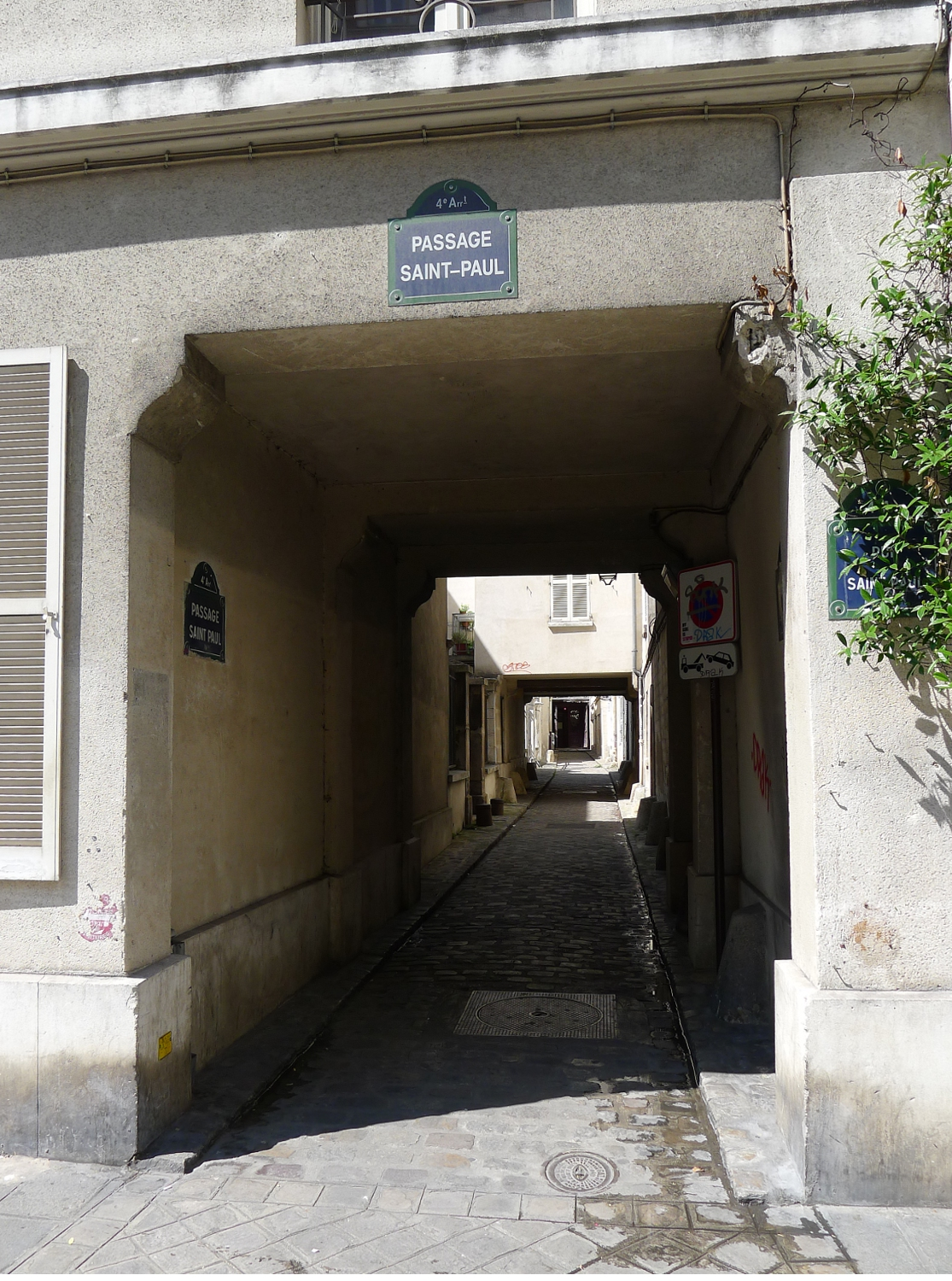
No 43 : passage Saint-Paul vu de la rue Saint-Paul.
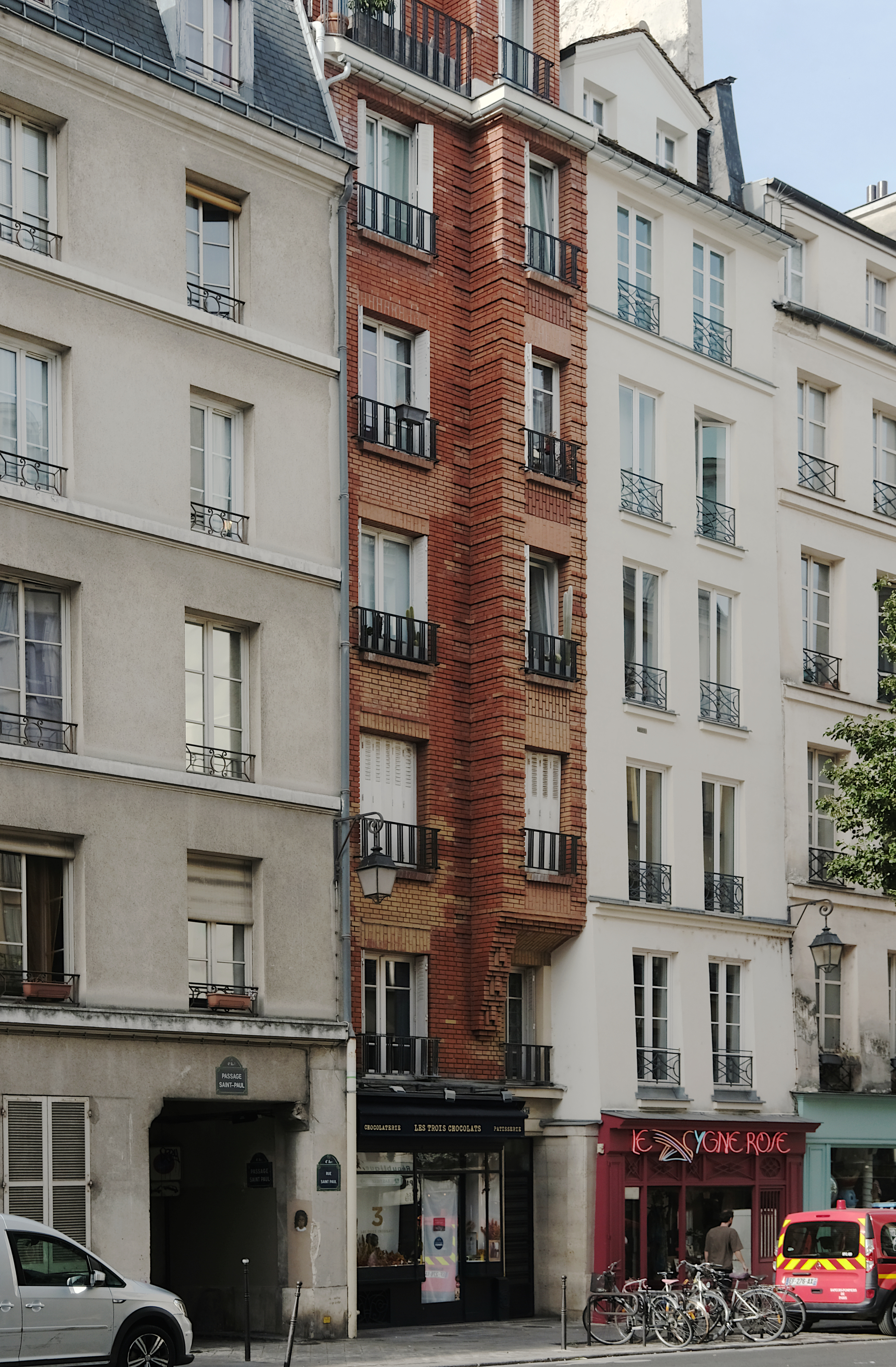
No 47 : immeuble très étroit en briques du 2e quart du 20e siècle.